# 스타레미아스토 (자모시치)

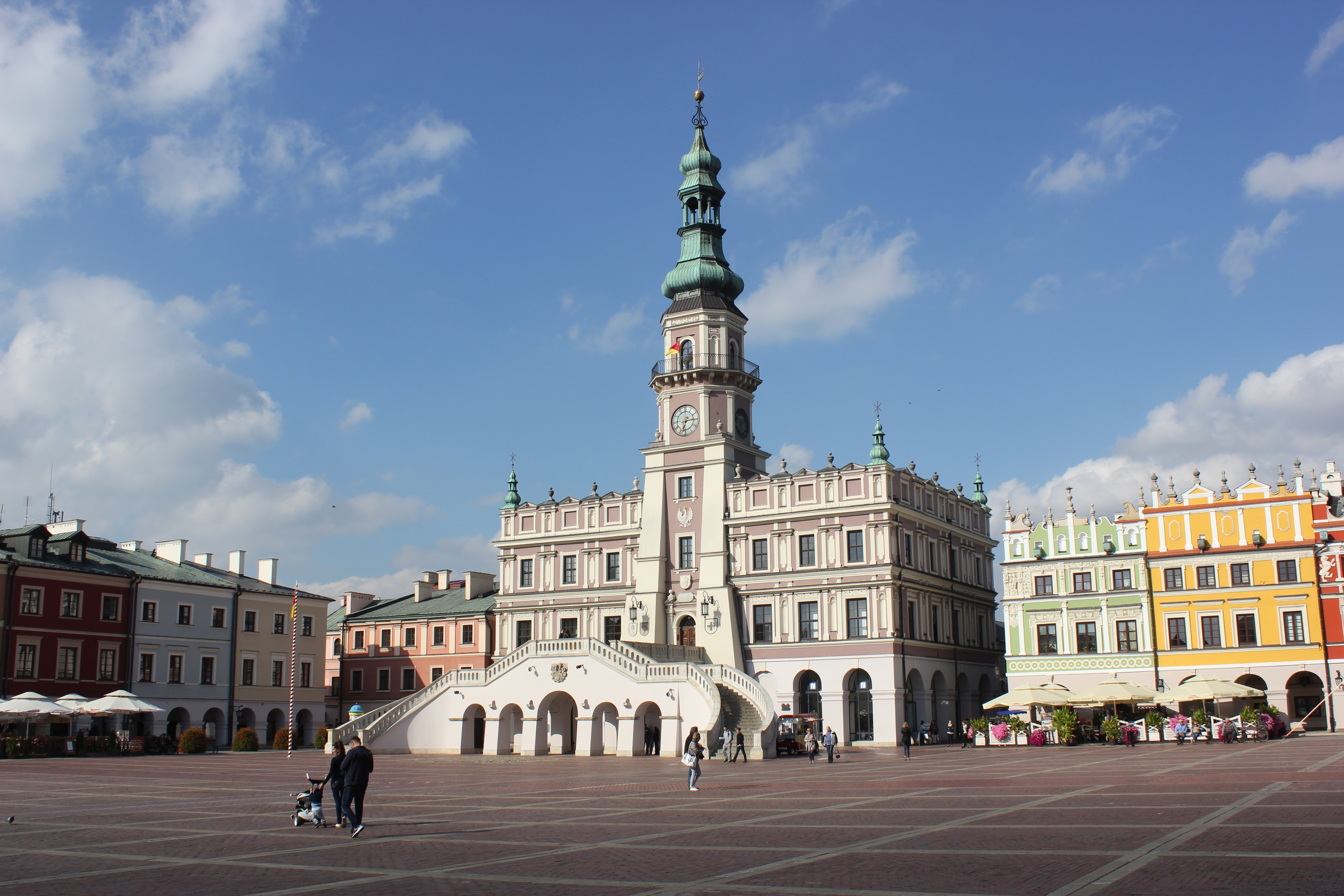
자모시치 시청사

스타레미아스토(폴란드어: Stare Miasto)는 폴란드 루블린주 자모시치의 16개 구 중 하나다. 도심에 위치한다. 이 일대가 자모시치 옛 시가지(폴란드어: Stare Miasto w Zamościu)라는 이름으로 1992년 유네스코 세계유산에 등재되었다.